# 10 найкращих спортсменів України
Десятки найкращих спортсменів України — щорічні опитування, за результатами яких визначаються провідні вітчизняні атлети. Із 2000 року проводить Асоціація спортивних журналістів України, а до того — «Спортивна газета» (до 1965-го — «Радянський спорт») і Київський інститут фізкультури.

## Опитування Київського інституту фізкультури

### 1950
1. Ю. Короп (плавання)
2. О. Кучеравлюк (художня гімнастика)
3. С. Бордуленко (легка атлетика, п'ятиборство)
4. В. Римар (водний спорт)
5. В. Жаров (боротьба)
6. Ю. Мазуренко (важка атлетика)
7. В. Цибуленко (легка атлетика)
8. В. Чукарін (спортивна гімнастика)
9. О. Гончаренко (ковзанярський спорт)
10. В. Фомін (футбол)

### 1951
1. Н. Бочарова (спортивна гімнастика)
2. О. Пономарьов (футбол)
3. А. Драпій (плавання)
4. Ф. Досаєв (плавання)
5. А. Ялтирян (вільна боротьба)
6. В. Чукарін (спортивна гімнастика)
7. В. Мартинчик (водне поло, плавання)
8. Н. Откаленко (легка атлетика)
9. М. Гороховська (спортивна гімнастика)
10. Г. Горностаєва (гандбол)

### 1952
1. В. Чукарін (спортивна гімнастика)
2. М. Гороховська (спортивна гімнастика)
3. В. Голубєв (футбол)
4. Н. Бочарова (спортивна гімнастика)
5. А. Зазроєв (футбол)
6. Д. Леонкін (спортивна гімнастика)
7. Г. Жилін , І. Ємчук (академічне веслування)
8. Н. Думбадзе (легка атлетика)
9. П. Денисенко (легка атлетика)
10. Н. Откаленко (легка атлетика)

### 1953
1. О. Гончаренко (ковзанярський спорт)
2. Н. Откаленко (легка атлетика)
3. Н. Коняєва (легка атлетика)
4. П. Киршон (важка атлетика)
5. Н. Думбадзе (легка атлетика)
6. А. Хвесик (важка атлетика)
7. Н. Бочарова (спортивна гімнастика)
8. П. Денисенко (легка атлетика)
9. Г. Борзенко (футбол)
10. В. Чукарін (спортивна гімнастика)

### 1954
1. Вік. Фомін (футбол)
2. В. Чукарін (спортивна гімнастика)
3. П. Денисенко (легка атлетика)
4. Ф. Осипа (важка атлетика)
5. Н. Коняєва (легка атлетика)
6. І. Федчишин (парашутний спорт)
7. П. Киршон (важка атлетика)
8. М. Коман (футбол)
9. Н. Бочарова (спортивна гімнастика)
10. М. Гороховська (спортивна гімнастика)

### 1955
1. В. Чукарін (спортивна гімнастика)
2. В. Цибуленко (легка атлетика)
3. Ю. Геллер (шахи)
4. В. Куц (легка атлетика)
5. Я. Пункін (греко-римська боротьба)
6. А. Закржевський (волейбол)
7. Я. Волощук (самбо)
8. Л. Бартенєв (легка атлетика)
9. Н. Думбадзе (легка атлетика)
10. О. Макаров (футбол)

### 1956
1. В. Чукарін (спортивна гімнастика)
2. Б. Шахлін (спортивна гімнастика)
3. Л. Латиніна (спортивна гімнастика)
4. І. Рибак (важка атлетика)
5. В. Куц (легка атлетика)
6. Ю. Титов (спортивна гімнастика)
7. В. Кузьменко (великий теніс)
8. В. Романенко (кульова стрільба)
9. М. Коман (футбол)
10. Н. Коняєва (легка атлетика)

### 1957
1. В. Крєпкіна (легка атлетика)
2. І. Тер-Ованесян (легка атлетика)
3. Л. Барбієр (плавання)
4. Л. Макошина (легка атлетика)
5. В. Компанієць (легка атлетика)
6. В. Куц (легка атлетика)
7. О. Гончаренко (ковзанярський спорт)
8. В. Сіткін (легка атлетика)
9. Ю. Войнов (футбол)
10. В. Кузьменко (великий теніс)

### 1958
1. О. Гончаренко (ковзанярський спорт)
2. Л. Барбієр (плавання)
3. Ю. Войнов (футбол)
4. Б. Шахлін (спортивна гімнастика)
5. А. Житецький (важка атлетика)
6. Л. Латиніна (спортивна гімнастика)
2. Ю. Титов (спортивна гімнастика)
8. І. Куперман (шашки)
9. М. Муха (бокс)
10. С. Ржищин (легка атлетика)

### 1959
1. І. Тер-Ованесян (легка атлетика)
2. Ю. Титов (спортивна гімнастика)
3. І. Куперман (шашки)
4. П. Астахова (спортивна гімнастика)
5. В. Синявський (вільна боротьба)
6. Л. Латиніна (спортивна гімнастика)
7. Л. Бартенєв (легка атлетика)
8. В. Крєпкіна (легка атлетика)
9. Б. Шахлін (спортивна гімнастика)
10. А. Житецький (важка атлетика)

## Опитування «Спортивної газети»

### 1960
1. Б. Шахлін (спортивна гімнастика)
2. Л. Латиніна (спортивна гімнастика)
3. В. Крєпкіна (легка атлетика)
4. В. Цибуленко (легка атлетика)
5. В. Брумель (легка атлетика)
6. Л. Шевцова-Лисенко (легка атлетика)
7. В. Голубничий (легка атлетика)
8. І. Богдан (греко-римська боротьба)
9. І. Тер-Ованесян (легка атлетика)
10. П. Астахова (спортивна гімнастика)

### 1961
1. Ю. Кутенко (легка атлетика)
2. Л. Латиніна (спортивна гімнастика)
3. Ю. Титов (спортивна гімнастика)
4. Л. Барбієр (плавання)
5. І. Куперман (шашки)
6. І. Богдан (греко-римська боротьба)
7. О. Макаров (футбол)
8. В. Каневський (футбол)
9. І. Дерюгін (сучасне п'ятиборство)
10. І. Петренко (легка атлетика)

### 1962
1. Л. Латиніна (спортивна гімнастика)
2. Ю. Титов (спортивна гімнастика)
3. Г. Прокопенко (плавання)
4. В. Лобановський (футбол)
5. С. Рибалко (греко-римська боротьба)
6. Л. Барбієр (плавання)
7. С. Тягній (кульова стрільба)
8. В. Пічужкін (сучасне п'ятиборство)
9. Г. Андросов (плавання)
10. Е. Бровко (важка атлетика)

### 1963
1. Л. Жаботинський (важка атлетика)
2. Г. Прозуменщикова (плавання)
3. В. Архипчук (легка атлетика)
4. Л. Латиніна (спортивна гімнастика)
5. Б. Шахлін (спортивна гімнастика)
6. Г. Близнєцов (легка атлетика)
7. В. Анисимов (легка атлетика)
8. Ю. Титов (спортивна гімнастика)
9. П. Астахова (спортивна гімнастика)
10. В. Бєляєв (важка атлетика)

### 1964
1. Л. Жаботинський (важка атлетика)
2. Г. Прозуменщикова (плавання)
3. В. Банников (футбол)
4. Л. Латиніна (спортивна гімнастика)
5. Г. Крісс (фехтування)
6. Г. Прокопенко (плавання)
7. П. Астахова (спортивна гімнастика)
8. Б. Шахлін (спортивна гімнастика)
9. А. Химич (веслування на байдарках і каное)
10. І. Бєляєв (легка атлетика)

### 1965
1. Л. Жаботинський (важка атлетика)
2. Г. Близнєцов (легка атлетика)
3. І. Куперман (шашки)
4. В. Кудинський (легка атлетика)
5. Г. Прозуменщикова (плавання)
6. П. Астахова (спортивна гімнастика)
7. В. Хмельницький (футбол)
8. А. Химич (веслування на байдарках і каное)
9. О. Кидяєв (важка атлетика)
10. Л. Штейн (шахи)

### 1966
1. В. Кудинський (легка атлетика)
2. В. Бєляєв (важка атлетика)
3. Л. Жаботинський (важка атлетика)
4. Г. Прозуменщикова (плавання)
5. А. Біба (футбол)
6. Г. Бакшеєва (великий теніс)
7. А. Бишовець (футбол)
8. Г. Прокопенко (плавання)
9. Г. Близнєцов (легка атлетика)
10. Л. Штейн (шахи)

### 1967
1. Л. Жаботинський (важка атлетика)
2. А. Поливода (баскетбол)
3. Б. Гуревич (вільна боротьба)
4. Г. Близнєцов (легка атлетика)
5. Л. Середа (художня гімнастика)
6. В. Турянчик (футбол)
7. В. Путятін (фехтування)
8. Г. Бакшеєва (великий теніс)
9. І. Кириченко (велоспорт)
10. О. Шапаренко (веслування на байдарках і каное)

### 1968
1. Л. Жаботинський (важка атлетика)
2. В. Голубничий (легка атлетика)
3. Б. Гуревич (вільна боротьба)
4. О. Шапаренко (веслування на байдарках і каное)
5. В. Манкін (вітрильний спорт)
6. Г. Крісс (фехтування)
7. В. Бєляєв (важка атлетика)
8. В. Козир (легка атлетика)
9. В. Мунтян (футбол)
10. В. Бєляєв (волейбол)

### 1969
1. А. Бондарчук (легка атлетика)
2. В. Борзов (легка атлетика)
3. В. Крищишин (важка атлетика)
4. В. Мунтян (футбол)
5. Р. Ободовська (велоспорт)
6. В. Сидяк (фехтування)
7. Б. Онищенко (сучасне п'ятиборство)
8. В. Скоморохов (легка атлетика)
9. Є. Рудаков (футбол)
10. О. Шапаренко (веслування на байдарках і каное)

### 1970
1. А. Бондарчук (легка атлетика)
2. В. Гулюткін (вільна боротьба)
3. Є. Аржанов (легка атлетика)
4. В. Борзов (легка атлетика)
5. Л. Середа (художня гімнастика)
6. В. Сидорук (стрільба з лука)
7. О. Шапаренко (веслування на байдарках і каное)
8. Н. Столярова (кульова стрільба)
9. Б. Онищенко (сучасне п'ятиборство)
10. Р. Ободовська (велоспорт)

### 1971
1. В. Борзов (легка атлетика)
2. Б. Онищенко (сучасне п'ятиборство)
3. Є. Аржанов (легка атлетика)
4. Є. Рудаков (футбол)
5. В. Станкович (фехтування)
6. А. Гнатів (триборство)
7. С. Батищев (важка атлетика)
8. Юрій Гусов (вільна боротьба)
9. В. Савон (шахи)
10. Н. Столярова (кульова стрільба)

### 1972
1. В. Борзов (легка атлетика)
2. М. Авилов (легка атлетика)
3. А. Бондарчук (легка атлетика)
4. Б. Онищенко (сучасне п'ятиборство)
5. В. Манкін (вітрильний спорт)
6. О. Шапаренко (веслування на байдарках і каное)
7. Є. Рудаков (футбол)
8. Я. Желєзняк (кульова стрільба)
9. Ю. Рябчинська (веслування на байдарках і каное)
10. Є. Аржанов (легка атлетика)

### 1973
1. П. Ледньов (сучасне п'ятиборство)
2. В. Підлужний (легка атлетика)
3. О. Блохін (футбол)
4. Т. Шелехова (ковзанярський спорт)
5. В. Манкін (вітрильний спорт)
6. Н. Ткаченко (легка атлетика)
7. О. Шапаренко (веслування на байдарках і каное)
8. А. Климанов (бокс)
9. В. Сидорук (стрільба з лука)
10. Я. Желєзняк (кульова стрільба)

### 1974
1. П. Ледньов (сучасне п'ятиборство)
2. В. Голубничий (легка атлетика)
3. О. Блохін (футбол)
4. В. Борзов (легка атлетика)
5. В. Підлужний (легка атлетика)
6. Н. Ткаченко (легка атлетика)
7. В. Устюжин (важка атлетика)
8. О. Сальников (баскетбол)
9. Н. Попова (водний спорт)
10. П. Король (важка атлетика)

### 1975
1. О. Блохін (футбол)
2. П. Ледньов (сучасне п'ятиборство)
3. В. Борзов (легка атлетика)
4. І. Дерюгіна (художня гімнастика)
5. Т. Макарець (гандбол)
6. П. Король (важка атлетика)
7. Н. Моргунова (легка атлетика)
8. О. Баркалов (водне поло)
9. Н. Давидян (греко-римська боротьба)
10. А. Климанов (бокс)

### 1976
1. Ю. Сєдих (легка атлетика)
2. С. Петренко (веслування на байдарках і каное)
3. С. Новиков (дзюдо)
4. О. Колчинський (греко-римська боротьба)
5. П. Ледньов (сучасне п'ятиборство)
6. В. Борзов (легка атлетика)
7. М. Юрченя (плавання)
8. І. Дерюгіна (художня гімнастика)
9. І. Бяков (біатлон)
10. А. Чуканов (велоспорт)

### 1977
1. В. Ященко (легка атлетика)
2. І. Дерюгіна (художня гімнастика)
3. О. Блохін (футбол)
4. В. Бриндзей (ковзанярський спорт)
5. М. Крошина (великий теніс)
6. Т. Макарець (гандбол)
7. Н. Ткаченко (легка атлетика)
8. С. Полторацький (важка атлетика)
9. А. Соломін (легка атлетика)
10. В. Савченко (бокс)

### 1978
1. В. Ященко (легка атлетика)
2. П. Ледньов (сучасне п'ятиборство)
3. В. Савченко (бокс)
4. Т. Макарець (гандбол)
5. Ю. Сєдих
6. І. Дерюгіна (художня гімнастика)
7. О. Колчинський (греко-римська боротьба)
8. Ю. Зайцев (важка атлетика)
9. О. Блохін (футбол)
10. В. Ігнатенко (легка атлетика)

### 1979
1. С. Рахманов (важка атлетика)
2. І. Дерюгіна (художня гімнастика)
3. О. Сидоренко (плавання)
4. В. Смирнов (фехтування)
5. С. Пострєхін (веслування на байдарках і каное)
6. С. Фесенко (плавання)
7. М. Кульчунова (легка атлетика)
8. І. Мате (вільна боротьба)
9. С. Захарова (спортивна гімнастика)
10. В. Манкін (вітрильний спорт)

### 1980
1. В. Манкін (вітрильний спорт)
2. Ю. Сєдих (легка атлетика)
3. О. Колчинський (греко-римська боротьба)
4. П. Ледньов (сучасне п'ятиборство)
5. В. Смирнов (фехтування)
6. О. Сидоренко (плавання)
7. С. Рахманов (важка атлетика)
8. С. Чухрай (веслування на байдарках та каное)
9. Н. Ткаченко (легка атлетика)
10. В. Безсонов (футбол)

### 1981
1. С. Бєлоглазов (вільна боротьба)
2. В. Смирнов (фехтування)
3. О. Блохін (футбол)
4. Ю. Сєдих (легка атлетика)
5. С. Фесенко (плавання)
6. Б. Макуц (спортивна гімнастика)
7. Т. Тарасова (ковзанярський спорт)
8. Ж. Цирюльникова (плавання)
9. О. Білостінний (баскетбол)
10. А. Писаренко (важка атлетика)

### 1982
1. Ю. Сєдих (легка атлетика)
2. О. Сидоренко (плавання)
3. А. Писаренко (важка атлетика)
4. С. Бершов / М. Туркевич (альпінізм)
5. О. Ягубкін (бокс)
6. З. Турчина (гандбол)
7. Л. Буряк (футбол)
8. В. Данильченко (стрільба)
9. О. Бєлявський (шахи)
10. А. Бєлоглазов / С. Бєлоглазов (вільна боротьба)

### 1983
1. Г. Авдеєнко (легка атлетика)
2. О. Ягубкін (бокс)
3. В. Береза (веслування на байдарках та каное)
4. І. Пузирьов (кульова стрільба)
5. С. Бєлоглазов (вільна боротьба)
6. А. Писаренко (важка атлетика)
7. С. Бубка (легка атлетика)
8. Л. Семенова (шахи)
9. О. Чужда (велоспорт)
10. В. Лаленкова (ковзанярський спорт)

### 1984
1. С. Бубка (легка атлетика)
2. Ю. Сєдих (легка атлетика)
3. Л. Семенова (шахи)
4. О. Бєлявський (шахи)
5. Г. Литовченко (футбол)
6. О. Батюк (лижний спорт)
7. А. Бєлоглазов (вільна боротьба)
8. Ю. Ковшов (кінний спорт)
9. О. Зінов'єв (велоспорт)
10. С. Марцинків (спортивна гімнастика)

### 1985
1. С. Бубка (легка атлетика) — 2458 очок
2. О. Омелянчик (спортивна гімнастика) — 1760
3. О. Протасов (футбол) — 1577
4. Р. Поварніцин (легка атлетика) — 1441
5. О. Ягубкін (бокс) — 1061
6. А. Дем'яненко (футбол) — 1057
7. О. Блохін (футбол) — 820
8. С. Бєлоглазов (вільна боротьба) — 677
9. Н. Красникова (хокей на траві) — 448
10. О. Владикіна (легка атлетика) — 421

### 1986
1. С. Бубка (легка атлетика)
2. С. Бєлоглазов (вільна боротьба)
3. І. Бєланов (футбол)
4. О. Заваров (футбол)
5. Н. Олізаренко (легка атлетика)
6. В. Ляпунов / С. Чижевський (спортивна акробатика)
7. З. Турчина (гандбол)
8. В. Ярощук (плавання)
9. В. Пульников (велоспорт)
10.. В. Петренко (фігурне катання)

### 1987
1. Ю. Сєдих (легка атлетика)
2. С. Бєлоглазов (вільна боротьба)
3. Т. Самоленко (легка атлетика)
4. О. Бризгіна (легка атлетика)
5. О. Протасов (футбол)
6. В. Ляпунов / С. Чижевський (спортивна акробатика)
7. В. Вешко / Ю. Гурін (веслування)
8. Н. Медведєва (великий теніс)
9. О. Михайличенко (футбол)
10. Н. Горбенко (ковзанярський спорт)

### 1988
1. О. Михайличенко (футбол)
2. С. Бубка (легка атлетика)
3. С. Бєлоглазов (вільна боротьба)
4. О. Бризгіна (легка атлетика)
5. Т. Самоленко (легка атлетика)
6. О. Кириченко (велоспорт)
7. Г. Авдеєнко (легка атлетика)
8. О. Волков (баскетбол)
9. В. Лютий (футбол)
10. Д. Монаков (стендова стрільба)

### 1989
1. І. Коробчинський (спортивна гімнастика)
2. О. Тимошенко (художня гімнастика)
3. В. Безсонов (футбол)
4. О. Волков (баскетбол)
5. В. Ширяєв (хокей з шайбою)
6. О. Левіна (шашки)
7. В. Іванчук (шахи)
8. О. Дудник (спортивна гімнастика)
9. С. Забродський (стрільба з лука)
10. Л. Савченко (великий теніс)

### 1990
1. О. Бєлявський (шахи)
2. О. Скалдіна (художня гімнастика)
3. С. Бубка (легка атлетика)
4. О. Тимошенко (художня гімнастика)
5. В. Петренко (фігурне катання)
6. Т. Лисенко (спортивна гімнастика)
7. Д. Христич (хокей з шайбою)
8. Н. Калиніна (спортивна гімнастика)
9. В. Іванчук (шахи)
10. С. Юран (футбол)

### 1991
1. С. Бубка (легка атлетика)
2. О. Скалдіна (художня гімнастика)
3. В. Петренко (фігурне катання)
4. Г. Мисютін (спортивна гімнастика)
5. Т. Доровських-Самоленко (легка атлетика)
6. В. Іванчук (шахи)
7. В. Ржаксинський (велоспорт)
8. Л. Савченко (великий теніс)
9. А. Цвейба (футбол)
10. О. Тимошенко (художня гімнастика)

### 1992
1. В. Петренко (фігурне катання)
2. Т. Гуцу (спортивна гімнастика)
3. О. Тимошенко (художня гімнастика)
4. О. Кучеренко (греко-римська боротьба)
5. О. Бризгіна (легка атлетика)
6. С. Бубка (легка атлетика)
7. Г. Мисютін (спортивна гімнастика)
8. Р. Зауличний (бокс)
9. А. Медведєв (великий теніс)
10. С. Голубицький (фехтування)

### 1993
1. О. Баюл (фігурне катання)
2. С. Бубка (легка атлетика)
3. А. Медведєв (великий теніс)
4. Т. Таймазов (важка атлетика)
5. С. Голубицький (фехтування)
6. О. Левіна-Сухаревська (шашки)
7. К. Серебрянська (художня гімнастика)
8. В. Іванчук (шахи)
9. В. Леоненко (футбол)
10. Д. Дмитренко (фігурне катання)

### 1994
1. О. Баюл (фігурне катання)
2. Т. Таймазов (важка атлетика)
3. В. Цербе (біатлон)
4. К. Серебрянська (художня гімнастика)
5. С. Бубка (легка атлетика)
6. Р. Зауличний (бокс)
7. О. Твердохліб (легка атлетика)
8. В. Іванчук (шахи)
9. А. Медведєв (великий теніс)
10. А. Синєпупов (бокс)

### 1995
1. І. Кравець (легка атлетика)
2. Л. Підкопаєва (спортимвна гімнастика)
3. К. Серебрянська (художня гімнастика)
4. С. Бубка (легка атлетика)
5. І. Разорьонов (важка атлетика)
6. Р. Аджі (греко-римська боротьба)
7. Е. Тедеєв (вільна боротьба)
8. В. Іванчук (шахи)
9. С. Голубицький (фехтування)
10. С. Бондаренко (плавання)

### 1996
1. Л. Підкопаєва (спортивна гімнастика)
2. Вол. Кличко (бокс)
3. К. Серебрянська (художня гімнастика)
4. Т. Таймазов (важка атлетика)
5. І. Кравець (легка атлетика)
6. В. Олійник (греко-римська боротьба)
7. Р. Шарипов (спортивна гімнастика)
8. Є. Браславець / І. Матвієнко (вітрильний спорт)
9. М. Ткаченко (баскетбол)
10. В. Загороднюк (фігурне катання)

### 1997
1. Ж. Пінтусевич (легка атлетика)
2. С. Бубка (легка атлетика)
3. А. Шевченко (футбол)
4. О. Вітриченко (художня гімнастика)
5. О. Пахольчик / Р. Таран (вітрильний спорт)
6. С. Голубицький (фехтування)
7. О. Зубрилова (біатлон)
8. Д. Готфрид (важка атлетика)
9. Д. Силантьєв (плавання)
10. А. Балахонова (легка атлетика)

### 1998
1. Д. Силантьєв (плавання)
2. Віт. Кличко (бокс)
3. О. Жупіна (стрибки у воду)
4. С. Ребров (футбол)
5. О. Петрова (біатлон)
6. С. Голубицький (фехтування)
7. О. Пахольчик / Р. Таран (вітрильний спорт)
8. В. Павлиш (легка атлетика)
9. І. Разорьонов (важка атлетика)
10. О. Багач (легка атлетика)

### 1999
1. І. Бабакова (легка атлетика)
1. С. Бубка (легка атлетика)
3. О. Зубрилова (біатлон)
4. С. Голубицький (фехтування)
5. Д. Готфрид (важка атлетика)
6. Я. Клочкова (плавання)
7. Віт. Кличко (бокс)
8. А. Шевченко (футбол)
9. А. Медведєв (великий теніс)
10. О. Раєвський (баскетбол)

## Опитування Асоціації спортивних журналістів України

### 2000
1. Я. Клочкова (плавання)
2. А. Шевченко (футбол)
3. М. Мільчев (стендова стрільба)
4. Д. Силантьєв (плавання)
5. О. Зубрилова (біатлон)
6. Д. Салдадзе (греко-римська боротьба)
7. Р. Щуренко (легка атлетика)
8. О. Береш (спортивна гімнастика)
9. А. Котельник (бокс)
10. О. Цигульова (стрибки на батуті)

### 2001[1]
1. Ж. Пінтусевич (легка атлетика)
2. О. Симоненко (велоспорт)
3. Я. Клочкова (плавання)
4. Є. Браславець / І. Матвієнко (вітрильний спорт)
5. О. Лісогор (плавання)
6. А. Шевченко (футбол)
7. В. Іванчук / Р. Пономарьов (шахи)
8. Вол. Кличко (бокс)
9. О. Береш (спортивна гімнастика)
10. О. Зубрилова (біатлон)

### 2002[2]
1. Я. Клочкова (плавання)
2. Р. Пономарьов (шахи)
3. Вол. Кличко (бокс)
4. Д. Готфрид (важка атлетика)
5. Віт. Кличко (бокс)
6. О. Лісогор (плавання)
7. Е. Тедеєв (вільна боротьба)
8. Г. Безсонова (художня гімнастика)
9. Ю. Білоног (легка атлетика)
10. А. Шевченко (футбол)

### 2003[3]
1. Я. Клочкова (плавання)
2. В. Лукашенко (фехтування)
3. Н. Скакун (важка атлетика)
4. Н. Конрад (фехтування)
5. І. Мерлені (жіноча боротьба)
6. Віт. Кличко (бокс)
7. Г. Безсонова (художня гімнастика)
8. А. Шевченко (футбол)
9. В. Чуйко (стендова стрільба)
10. А. Удачин (важка атлетика)

### 2004[4]
1. Я. Клочкова (плавання)
2. Віт. Кличко (бокс)
3. Ю. Білоног (легка атлетика)
4. А. Шевченко (футбол)
5. Е. Тедеєв (вільна боротьба)
6. В. Гончаров (спортивна гімнастика)
7. Н. Скакун (важка атлетика)
8. Ю. Нікітін (стрибки на батуті)
9. І. Мерлені (жіноча боротьба)
10. О. Костевич (кульова стрільба)

### 2005[5]
1. А. Шевченко (футбол)
2. Ю. Кримаренко (легка атлетика)
3. Г. Леончук / Р. Лука (вітрильний спорт)
4. С. Дзиндзирук (бокс)
5. Г. Безсонова (художня гімнастика)
6. Р. Гончаров / О. Грушина (фігурне катання)
7. І. Мерлені (жіноча боротьба)
8. О. Лісогор (плавання)
9. А. Дериземля (біатлон)
10. В. Бубон (дзюдо)

### 2006[6]
1. Вол. Кличко (бокс)
2. Р. Гончаров / О. Грушина (фігурне катання)
3. Л. Єфремова (біатлон)
4. В. Шацьких (греко-римська боротьба)
5. І. Алдатов (вільна боротьба)
6. А. Шевченко (футбол)
7. І. Краснянська (спортивна гімнастика)
8. Д. Ткаченко (шашки)
9. І. Гешко (легка атлетика)
10. А. Удачин (важка атлетика)

### 2007[7]
1. Г. Безсонова (художня гімнастика)
2. Вол. Кличко (бокс)
3. Л. Блонська (легка атлетика)
4. І. Алдатов (вільна боротьба)
5. В. Ломаченко (бокс)
6. В. Глазков (бокс)
7. В. Іванчук (шахи)
8. Ю. Нікітін (стрибки на батуті)
9. О. Коробка (важка атлетика)
10. А. Дереземля (біатлон)

### 2008[8]
1. В. Ломаченко (бокс)
2. О. Харлан (фехтування)
3. Віт. Кличко (бокс)
4. Н. Добринська (легка атлетика)
5. Вол. Кличко (бокс)
6. В. Рубан (стрільба з лука)
7. А. Айвазян (кульова стрільба)
8. І. Осипенко-Радомська (веслування на байдарках та каное)
9. О. Петрів (кульова стрільба)
10. В. Федоришин (вільна боротьба)

### 2009[9]
1. В. Ломаченко (бокс)
2. О. Харлан (фехтування)
3. Г. Зантарая (дзюдо)
4. Вол. Кличко (бокс)
5. Віт. Кличко (бокс)
6. А. Удачин (важка атлетика)
7. Ю. Кревсун (легка атлетика)
8. А. Шевченко (футбол)
9. Віт. Семеренко (біатлон)
10. І. Кваша (стрибки у воду)

### 2010[10]
1. О. Харлан (фехтування)
2. Вол. Кличко (бокс)
3. А. П'ятов (футбол)
4. І. Осипенко-Радомська (веслування на байдарках та каное)
5. Віт. Кличко (бокс)
6. О. Саладуха (легка атлетика)
7. С. Седнєв (біатлон)
8. Арт. Іванов (важка атлетика)
9. О. Суха (східні єдиноборства)
10. О. Степко (гімнастика)

### 2011[11]
1. В. Терещук (сучасне п'ятиборство)
2. Вол. Кличко (бокс)
3. О. Саладуха (легка атлетика)
4. В. Ломаченко (бокс)
5. Арт. Іванов (важка атлетика)
6. О. Харлан (фехтування)
7. Г. Зантарая (дзюдо)
8. Д. Кирпулянський (сучасне п'ятиборство)
9. Віт. Семеренко (біатлон)
10. О. Костевич (кульова стрільба) / О. Рибка (футбол)

### 2012[12]
1. Я. Шемякіна (фехтування)
2. В. Ломаченко (бокс)
3. О. Торохтій (важка атлетика)
4. О. Усик (бокс)
5. Ю. Чебан (веслування на байдарках та каное)
6. І. Осипенко-Радомська (веслування на байдарках та каное)
7. В. Андрійцев (вільна боротьба)
8. О. Костевич (кульова стрільба))
9. О. П'ятниця (легка атлетика)
10. А. Ушеніна (шахи)

### 2013[13]
1. Б. Бондаренко (легка атлетика)
2. О. Харлан (фехтування)
3. Вол. Кличко (бокс)
4. О. Підгрушна (біатлон)
5. І. Алдатов (вільна боротьба)
6. Г. Мельниченко (легка атлетика)
7. Г. Різатдинова (художня гімнастика)
8. І. Кваша (стрибки у воду)
9. Є. Коноплянка (футбол)
10. А. Серегіна (карате)

### 2014[14]
1. Віт. Семеренко (біатлон)
2. Вол. Кличко (бокс)
3. О. Харлан (фехтування)
4. О. Верняєв (спортивна гімнастика)
5. Б. Бондаренко (легка атлетика)
6. Ю. Ткач (жіноча боротьба)
7. С. Горуна (карате)
8. Ю. Чебан (веслування на байдарках та каное)
9. О. Костевич (кульова стрільба)
10. Ж. Беленюк (греко-римська боротьба)

### 2015[15]
1. Ж. Беленюк (греко-римська боротьба)
2. О. Верняєв (спортивна гімнастика)
3. Вал. Семеренко (біатлон)
4. П. Тимошенко (сучасне п'ятиборство)
5. О. Харлан (фехтування)
6. Б. Бондаренко (легка атлетика)
7. М. Музичук (шахи)
8. А. Ярмоленко (футбол)
9. О. Усик (бокс)
10. Е. Світоліна (великий теніс)

### 2016[16]
1. О. Верняєв (спортивна гімнастика)
2. О. Харлан (фехтування)
3. Ю. Чебан (веслування на байдарках та каное)
4. В. Ломаченко (бокс)
5. П. Тимошенко (сучасне п'ятиборство)
6. Ж. Беленюк (греко-римська боротьба)
7. Б. Бондаренко (легка атлетика)
8. С. Куліш (кульова стрільба)
9. В. Іванчук (шахи)
10. Г. Різатдинова (художня гімнастика)

### 2017[17]
1. О. Хижняк (бокс)
2. О. Харлан (фехтування)
3. В. Ломаченко (бокс)
4. Е. Світоліна (великий теніс)
5. Марлос (футбол)
6. О. Верняєв (спортивна гімнастика)
7. Ю. Левченко (легка атлетика)
8. І. Кваша (стрибки у воду)
9. Ю. Джима (біатлон)
10. С. Горуна (карате)

### 2018[18]
1. О. Абраменко (фрістайл)
2. О. Усик (бокс)
3. В. Ломаченко (бокс)
4. Д. Білодід (дзюдо)
5. Е. Світоліна (великий теніс)
6. О. Верняєв (спортивна гімнастика)
7. О. Гвоздик (бокс)
8. А. Черкасова (жіноча боротьба)
9. М. Романчук (плавання)
10. В. Чоботар (карате)

### 2019[19]
1. Д. Підручний (біатлон)
2. Д. Білодід (дзюдо)
3. Ж. Беленюк (греко-римська боротьба)
4. О. Верняєв (спортивна гімнастика)
5. О. Абраменко (фрістайл)
6. Я. Магучіх (легка атлетика)
7. О. Харлан (фехтування)
8. А. П’ятов (футбол)
9. Е. Світоліна (великий теніс)
10. М. Романчук (плавання)

### 2020[20]
1. М. Бех-Романчук (легка атлетика)
2. Я. Магучіх (легка атлетика)
3. О. Новиков (змагання стронгменів)
4. О. Харлан (фехтування)
5. Д. Підручний (біатлон)
6. М. Романчук (плавання)
7. Д. Білодід (дзюдо)
8. Сем. Новиков (греко-римська боротьба)
9. А. Ягупова (баскетбол)
10.  Ю. Левченко (легка атлетика)

### 2021[21]
1. Ж. Беленюк (греко-римська боротьба)
2. М. Романчук (плавання)
3. Л. Лузан (веслування на байдарках та каное)
4. О. Усик (бокс)
5. О. Костевич (кульова стрільба)
6. А. Ярмоленко (футбол)
7. А. Савчук та М. Федіна (артистичне плавання)
8. Е. Світоліна (великий теніс)
9. Д. Білодід (дзюдо)
10. О. Старікова (велоспорт)

### 2022[22]
1. О. Абраменко (фрістайл)
2. Я. Магучіх (легка атлетика)
3. Л. Лузан (веслування на байдарках та каное)
4. О. Усик (бокс)
5. А. Проценко (легка атлетика)
6. О. Новиков (змагання стронгменів)
7. В. та М. Алексіїви (синхронне плавання)
8. П. Коростильов (кульова стрільба)
9. М. Романчук (плавання)
10. О. Середа (стрибки у воду)

### 2023[23]
1. Я. Магучіх (легка атлетика)
2. М. Бех-Романчук (легка атлетика)
3. О. Харлан (фехтування)
4. О. Усик (бокс)
5. Л. Лузан (веслування на байдарках та каное)
6. І. Ковтун (спортивна гімнастика)
7. А. Терлюга (карате)
8. Е. Світоліна (великий теніс)
9. Ж. Беленюк (греко-римська боротьба)
10. Г. Судаков (футбол)

### 2024[24]
1. Я. Магучіх (легка атлетика)
2. О. Харлан (фехтування)
3. О. Усик (бокс)
4. О. Хижняк (бокс)
5. Ж. Беленюк (греко-римська боротьба)
6. А. Довбик (футбол)
7. І. Ковтун (спортивна гімнастика)
8. Л. Лузан (веслування на байдарках та каное)
9. М. Костюк (великий теніс)
10. І. Геращенко (легка атлетика)

## Цікаві факти
- загалом у 71 опитуванні (1950—2020) перемагали 49 спортсменів, які представляли 15 видів спорту (легка атлетика — 15 лауреатів, гімнастика — 8, футбол — 4, водний спорт — 3, ковзанярський спорт — 3, бокс — 3, важка атлетика — 2, сучасне п'ятиборство — 2, боротьба — 2, фехтування — 2, біатлон — 2, вітрильний спорт — 1, шахи — 1, лижний спорт — 1);
- 1999 року тріумфували два спортсмени: перемогла в опитуванні стрибунка у висоту І. Бабакова, проте редакція «Спортивної газети» вирішила оголосити переможцем також стрибуна з жердиною С. Бубку — для того це був останній рік, позначений активними виступами у великому спорті;
- рекордсменом за кількістю перемог і потраплянь до десяток є легкоатлет С. Бубка (6 і 14 відповідно).